# Assioma dell'insieme vuoto
Nella teoria degli insiemi, l'assioma dell'insieme vuoto è uno degli assiomi della teoria degli insiemi di Zermelo-Fraenkel.
Nel linguaggio formale degli assiomi di Zermelo-Fraenkel, l'assioma si scrive:
{\displaystyle \exists x\,\forall y\,\lnot (y\in x)}
oppure a parole:
Esiste un insieme x tale che nessun insieme y è un suo elemento.
Possiamo usare l'assioma di estensionalità per mostrare che tale insieme è unico. Essendo unico, possiamo dargli un nome, quello appunto di insieme vuoto. L'insieme vuoto viene indicato con il simbolo {\displaystyle \varnothing } oppure con {}.
L'assioma dell'insieme vuoto è generalmente considerato non controverso, e appare in questa forma o in una forma equivalente in quasi tutte le assiomatizzazioni alternative dalla teoria degli insiemi.
In alcune formulazioni di ZF, l'assioma dell'insieme vuoto è ulteriormente ripetuto nell'assioma dell'infinito.
D'altra parte, esistono altre formulazioni di questo assioma che non presuppongono l'esistenza di un insieme vuoto.
Inoltre, gli assiomi di ZF possono anche essere scritti usando un predicato costante che rappresenta l'insieme vuoto; allora l'assioma dell'infinito usa questo predicato senza richiedere che l'insieme che rappresenta sia vuoto, mentre l'assioma dell'insieme vuoto è necessario per affermare che di fatto è vuoto.
Talvolta si considerano teorie degli insiemi nelle quali non esistono insiemi infiniti, e quindi l'assioma dell'insieme vuoto è ancora necessario.
Detto questo, ogni assioma che afferma l'esistenza di un insieme qualsiasi implica l'assioma dell'insieme vuoto, mediante l'uso dello schema di assiomi di separazione.